# Michał Sikorski (biochemik)
Michał Marek Sikorski – polski biochemik, pracownik naukowy Instytutu Chemii Bioorganicznej PAN, gdzie pracuje w Pracowni Inżynierii Białek. Specjalizuje się w biologii molekularnej roślin i biochemii.

## Życiorys
W 1997 r. na Akademii Medycznej im. Karola Marcinkowskiego w Poznaniu obronił rozprawę doktorską pt.Transferaza peptydowa i białka rybosomowe podjednostki 60S z frakcji zarodków pszenicy, wykonaną pod kierunkiem prof. Andrzeja Legockiego. Stopień doktora habilitowanego nauk chemicznych uzyskał w 2000 r. w Instytucie Chemii Bioorganicznej PAN na podstawie pracy pt. Białka klasy PR10 łubinu żółtego. Ekspresja genów kodujących białka klasy PR10 w trakcie oddziaływań symbiotycznych i patogenicznych. W ICHB PAN był kierownikiem Pracowni Inżynierii Białek. Do 2019 r. wypromował 6 doktorów.
W 2013 r. został odznaczony Złotym Krzyżem Zasługi.